# Pascal Mennen
Pascal Mennen (* 29. Dezember 1983 in Lohne (Oldenburg)) ist ein deutscher Politiker (Bündnis 90/Die Grünen) und seit 2022 Abgeordneter im Niedersächsischen Landtag.

## Karriere
Mennen, dessen Vater aus Kanada stammt, erlangte 2003 am Gymnasium Antonianum Vechta das Abitur. Er schloss 2008 sein Lehramtsstudium in den Fächern Germanistik und Geographie mit dem Ersten Staatsexamen ab. Danach setzte Mennen sein Studium mit Ethik und Philosophie als Erweiterungsfach fort. Ab 2011 arbeitete er in Hamburg und Lüneburg als Lehrer.
Mennen wurde 2008 Mitglied von Bündnis 90/Die Grünen. Er engagierte sich als Student in Marburg in der Grünen Jugend und ab 2011 für die Grünen im Ortsverband Lüneburg. Dort wurde er stellvertretender Fraktionsvorsitzender der Stadtratsfraktion seiner Partei. 2020 wurde er Kultusreferent der niedersächsischen Landtagsfraktion von Bündnis 90/Die Grünen. Bei der Landtagswahl in Niedersachsen 2022 setzte sich Mennen im Landtagswahlkreis Lüneburg mit 29,95 Prozent der Erststimmen, knapp vor Andrea Schröder-Ehlers, durch und wurde damit als Wahlkreisabgeordneter direkt in den Niedersächsischen Landtag gewählt.